# おいらせ町立下田小学校
おいらせ町立下田小学校（おいらせちょうりつ しもだしょうがっこう）は、青森県上北郡おいらせ町の旧下田町域にある公立小学校。

## 沿革
- 1881年（明治14年）5月23日 - 下田村に下田小学南分校として発足。
- 1887年（明治20年）
  - 2月 - 下田簡易小学校と改称。
  - 6月 - 下田尋常小学校と改称。
- 1929年（昭和4年）4月1日 - 高等科を併置し、下田尋常高等小学校と改称。
- 1941年（昭和16年）4月1日 - 国民学校令により、下田国民学校と改称。
- 1947年（昭和22年）4月1日 - 学制改革（六・三制施行）により、下田村立下田小学校と改称。同日、下田中学校を併置し、高等科生を中学校に移籍。
- 1950年（昭和25年）9月1日 - 下田中学校が、木内々中学校と統合し、独立分離。
- 1969年（昭和44年）8月1日 - 下田村の町制施行により、下田町立下田小学校と改称。
- 1988年（昭和63年） - 現校舎完成[1]。
- 2006年（平成18年）3月1日 - 町村合併により、おいらせ町立下田小学校と改称。

## 学区
- こちらのサイトを参照

## アクセス
- おいらせ町民バス「本村西」バス停下車後、徒歩約155m・約数分。

## 周辺
- 青森県道213号柳町下田停車場線
- 社会福祉法人若駒会幼保連携型認定こども園本村（ほんそん）こども園
- 正福寺

## 参考資料
- 『青森県教育史 別巻』（青森県教育委員会・1973年12月20日発行）「学校沿革 小学校」822頁「下田小学校」